# Swords of Xeen
Swords of Xeen (ou Might and Magic: Swords of Xeen) est un jeu vidéo de rôle sorti en 1995, développé par Catware est édité par New World Computing. Il est sorti sur PC à systèmes MS-DOS.
À l'origine, le jeu est un mod développé par des joueurs en 1993 et basé sur le moteur de Might and Magic V : La Face cachée de Xeen. Au fil du développement du jeu, l'équipe noue un partenariat avec New World Computing, société créatrice et éditrice de la série Might and Magic, qui se charge de distribuer Swords of Xeen. Le jeu n'a jamais été vendu seul mais figure dans plusieurs compilations. Sa première distribution commerciale a lieu en 1995, quand il est offert en jeu bonus avec la compilation Might and Magic: Trilogy qui regroupe les épisodes III, IV et V de la série.

## Histoire etgameplay
Chronologiquement, les événements décrits dans Swords of Xeen prennent place après la fin de Might and Magic V. Le Pharaon Dragon envoie une équipe de six aventuriers pour franchir un portail de nature inconnue, dont on sait uniquement qu'il a régulièrement été emprunté par Xeen, le lieutenant de Sheltem-Alamar. Le portail communique avec un monde dénommé Havec, dans lequel se déroule l'action.
Contrairement aux opus réguliers de la série, les personnages commencent à un niveau d'expérience élevé. Il n'est pas possible d'utiliser des personnages provenant de Might and Magic IV, V ou des deux réunis (Might and Magic : Monde de Xeen). Swords of Xeen suit les mêmes principes que les jeux de la trilogie officielle, à savoir une représentation en pseudo-3D vue à la première personne, des déplacements par case et des actions par tour de jeu, y ajoutant toutefois quelques effets graphiques inédits.